# Лекаи, Ласло
Ла́сло Ле́каи (венг. Lékai László; 12 марта 1910, Залалёвё, Австро-Венгрия — 30 июня 1986) — венгерский кардинал. Титулярный епископ Гирус Тарасии и апостольский администратор Веспрема с 8 февраля 1972 по 12 февраля 1976. Архиепископ Эстергома и примас Венгрии с 12 февраля 1976 по 30 июня 1986. Кардинал-священник с титулом церкви Санта-Тереза-аль-Корсо-д’Италия с 24 мая 1976.

## Биография
Родился 12 марта 1910 года в Залалёвё, тогда Австро-Венгрия, ныне — Венгрия. 28 сентября 1934 года рукоположён в священники. После рукоположения вёл пасторскую работу в Веспреме и преподавал в веспремской семинарии. Тогда же начал исполнять функции секретаря веспремского епископа Йожефа Миндсенти (будущего кардинала и архиепископа). В 1944 году был арестован нацистами вместе со своим руководителем. Вышел на свободу после освобождения Венгрии. В 1946 году получил почётный титул монсеньора.
16 марта 1972 года возведён в сан епископа и назначен апостольским администратором Веспрема и титулярным епископом Girus Tarasii. Ситуация в венгерской католической церкви была в этот период весьма сложной. Её глава архиепископ Эстергома кардинал Йожеф Миндсенти после разгрома венгерского восстания 1956 года укрывался в течение 15 лет на территории американского посольства в Будапеште. Дипломатические переговоры привели к тому, что в 1971 году кардинал Миндсенти смог покинуть прокоммунистическую Венгрию и выехать в Вену. Весь этот период церковь в стране оставалась фактически без руководителя, поскольку Святой Престол принципиально не избирал нового эстергомского архиепископа, ограничиваясь поочерёдным назначением нескольких временных апостольских администраторов «sede plena». В 1974 году Миндсенти заявил об уходе в отставку, а Лекаи был назначен апостольским администратором Эстергома.
Лишь после смерти кардинала Миндсенти 12 февраля 1976 года епископ Ласло Лекаи был объявлен новым архиепископом-митрополитом Эстергома и примасом Венгрии. Несколькими месяцами позднее Лекаи стал кардиналом-священником с титулом церкви Санта-Тереза-аль-Корсо-д’Италия. Участвовал в обоих Конклавах 1978 года.
Скончался 30 июня 1986 года, его преемником на посту архиепископа Эстергома стал Ласло Пашкаи.